# Hans-Jörg Rheinberger
Hans-Jörg Rheinberger (Grabs, 12 januari 1946) is een wetenschapshistoricus en -filosoof. Geboren in Zwitserland, en opgroeiend in Liechtenstein, is hij daarna vooral actief en invloedrijk geworden in Duitsland, bijvoorbeeld als hoofd van het Max-Planck-Institut für Wissenschaftsgeschichte in Berlijn. Na een opleiding in moleculaire biologie is hij zich daarna gaan toeleggen op de geschiedenis van de biologie, met name de geschiedenis van 20e-eeuwse moleculaire biologie. Hij typeert zijn werk ook wel als historische epistemologie.
Filosofisch is hij vooral geïnspireerd door Franse denkers, zoals Jacques Derrida en Gaston Bachelard. In veel van zijn standpunten sluit hij ook nauw aan bij verwante denkers zoals Bruno Latour en Ian Hacking. Centraal in zijn werk rond moleculaire biologie staat het idee dat het centrale object binnen een wetenschappelijke praktijk een 'experimenteel systeem' is, bestaande uit een hele reeks van experimenten, eerder dan een geïsoleerd geval. Een experimenteel systeem werkt ook met wat Rheinberger 'epistemische dingen' noemt. Een epistemisch ding, bijvoorbeeld een gen of fruitvlieg, is een onderzoeksobject dat uit zichzelf een reeks nieuwe vragen en onderzoeksstrategieën oproept. Eens een epistemisch ding echter adequaat begrepen wordt, dan wordt het in Rheinbergers terminologie een 'technisch object'. Een technisch object is dus een epistemisch ding dat een vaste identiteit krijgt of heeft gekregen en zo volledig begrepen is dat het voortaan kan worden gebruikt als een instrument of object binnen verder onderzoek. CRISPR was bijvoorbeeld in eerste instantie een epistemisch ding dat vragen opwierp en begrepen moest worden, maar is ondertussen getransformeerd tot een technisch object dat in verder onderzoek gebruikt kan worden.